# Dick Lidman
Dick Lidman, född 24 januari 1967 i Skellefteå, är en före detta svensk fotbollsspelare. Den största delen av sin karriär tillbringade anfallaren i AIK, och 1995 spelade han två matcher i det svenska landslaget.

## Klubbkarriär
Dick Lidman började spela fotboll i sin hemstad i Skellefteå AIK, där han gjorde debut som 17-åring i division 2. År 1989 gick han till GIF Sundsvall, och två år senare till AIK med vilka han blev svenska mästare 1992. Säsongen 1994/95 spelade AIK i den första omgången av UEFA-cupen mot Slavia Prag, klubben dit Lidman kom att flytta 1995, medan AIK fick Martin Hyský i utbyte. 
Med Slavia blev Lidman säsongen 1995/96 tjeckiska mästare, men han spelade bara tre matcher. Målet i debutmatchen blev det enda målet i Slavia. 1996 återvände han till Stockholmsklubben, och avslutade efter säsongen 1997 sin aktiva karriär. Efter sin spelarkarriär arbetade han fram till 2002 som marknadschef och vice VD i AIK. Han kom in i AIK Fotbolls ledning lagom till guldåret 1998 och de stora publikökningarna som AIK visade från 1998. 
Dick Lidman svarade 1993 för 16 mål i Allsvenskan, en siffra som ingen AIK:are varken förr eller senare kommit upp i sedan 1966. Året efter gjorde han 14 mål.

## Landslaget
Lidman spelade 1995 två matcher för det svenska landslaget. Den 4 juni 1995 gjorde han sin debut i Birmingham, i matchen mot Brasilien som förlorades med 0-1. Fyra dagar senare spelade Lidman mot England i Leeds, i en match som slutade oavgjort 3-3.

## Meriter
- SM-guld: 1992 (AIK:s första på 55 år)
- Svensk cupmästare: 1996 och 1997 med AIK
- Tjeckisk mästare: Slavia Prag 1996
- A-landskamper: 2
- Norrlandsmästare i optimistjolle